# Gymnopais trifistulatus
Gymnopais trifistulatus är en tvåvingeart som beskrevs av Rubtsov 1955. Gymnopais trifistulatus ingår i släktet Gymnopais och familjen knott. Inga underarter finns listade i Catalogue of Life.